# Cognocoli-Monticchi
 Cognocoli-Monticchi  là một xã của tỉnh Corse-du-Sud, thuộc vùng Corse, trên đảo Corse ở Pháp.